# جوناثان غودال
جوناثان غودال (بالإنجليزية: Jonathan Goodall)‏ هو كاهن أنجليكاني بريطاني، ولد في 1961.